# Ігнатов Михайло Єгорович
Миха́йло Єго́рович Ігна́тов (1901 , Суворовка, Єлецький повітd, Орловська губернія, Російська імперія  — невідомо ) — український державний та партійний діяч. Депутат Верховної Ради УРСР 1-го скликання (1938–1947), Верховної Ради СРСР другого скликання (1946–1950).

## Біографія
Народився 1901 року в бідній селянській родині в селі Суворовка Єлецького повіту, тепер Липецька область, Росія. З 1914 року батракував у рідному селі. 1917 року переїхав на Донбас, працював коногоном та кріпильником на шахті № 3 в Кадієвці. У 1922–1924 роках — у лавах Червоної армії. Член ВКП(б) з 1924 року. У 1924–1925 роках — слухач радпартшколи, м. Луганськ.
З 1925 року — прохідник на шахті № 3 в Кадіївці, з 1927 року — завідувач клубом шахти, з 1928 року — голова профспілкового комітету шахти.
У 1930–1931 роках — голова рудкому вугільників рудника Брянка, у 1931–1934 роках — на такій само посаді на руднику Голубівка, у 1934–1935 роках — в Первомайському рудоуправлінні. У 1935–1936 роках — заступник голови райкому профспілки вугільників, м. Кадіївка, у 1936–1937 роках — голова профспілкового комітету шахти «Центральна-Ірміне», у 1937 — січні 1938 року — голова райкому профспілки вугільників, місто Серго (Кадіївка).
У січні — вересні 1938 року — голова Серговської міської ради депутатів трудящих.
1938 року обраний депутатом Верховної Ради УРСР 1-го скликання по Серговсько-Брянській виборчій окрузі № 292 Ворошиловградської області.
У вересні 1938 — липні 1942 року — перший секретар Серговського міського комітету КП(б) України Ворошиловградської області.
У вересні 1942 — лютому 1943 року — в евакуації в Казахській РСР, секретар Карагандинського міського комітету КП(б) Казахстану.
Після звільнення Донбасу з 1943 року — на довоєнній посаді, перший секретар Кадіївського міського комітету КП(б) України Ворошиловградської області (до січня 1947 року).
1946 року обраний депутатом Ради Національностей Верховної Ради СРСР по Ворошиловградському виборчому округу Української РСР.

## Нагороди
- два ордена Трудового Червоного Прапора.